# Arrondissement di Montbéliard
L'arrondissement di Montbéliard /mõbeˈljaʁ/ è un arrondissement dipartimentale della Francia situato nel dipartimento del Doubs, nella regione della Borgogna-Franca Contea.

## Storia
Fu creato nel 1800 sulla base dei preesistenti distretti. Nel 1816 la sede della sottoprefettura fu spostata da Saint-Hippolyte a Montbéliard. Nel 2009 il cantone di Le Russey è passato all'arrondissement di Pontarlier.

## Composizione
L'arrondissement è composto da 171 comuni raggruppati in 12 cantoni:
- cantone di Audincourt
- cantone di Clerval
- cantone di Étupes
- cantone di Hérimoncourt
- cantone di L'Isle-sur-le-Doubs
- cantone di Maîche
- cantone di Montbéliard-Est
- cantone di Montbéliard-Ovest
- cantone di Pont-de-Roide
- cantone di Saint-Hippolyte
- cantone di Sochaux-Grand-Charmont
- cantone di Valentigney